# Tonye Patano
Tonye T. Patano (16 de octubre de 1961) es una actriz estadounidense, reconocida principalmente por su papel como Heylia James en la serie de televisión Weeds. Ha registrado apariciones en otros seriados como Law & Order, Sex and the City, Monk y Third Watch.

## Filmografía

### Cine
| Año  | Título                          | Papel               | Notas     |
| ---- | ------------------------------- | ------------------- | --------- |
| 1984 | The Jesse Owens Story           | Laverne Owens       |           |
| 1992 | Highway Heartbreaker            | Carolyn             |           |
| 1994 | Fresh                           | Mujer               |           |
| 1998 | A Price Above Rubies            | Mujer               |           |
| 1999 | The Hurricane                   | Mujer en la prisión |           |
| 2004 | Messengers                      | Linda Mabry         |           |
| 2004 | Imaginary Heroes                | Maestra             | Voz       |
| 2005 | Room                            | Mujer sin hogar     |           |
| 2005 | The Great New Wonderful         | Shirley             |           |
| 2005 | The Thing About My Folks        | Enfermera           |           |
| 2005 | Little Manhattan                | Birdie              |           |
| 2007 | The Savages                     |                     |           |
| 2007 | Trainwreck: My Life as an Idiot | Sra. Shelby         |           |
| 2009 | The Taking of Pelham 123        | Regina              |           |
| 2009 | Loving Leah                     | Emily               | Telefilme |
| 2009 | Bunker Hill                     | Enfermera Evans     | Telefilme |
| 2009 | Come What May                   | Thema               |           |
| 2010 | The Company Men                 | Joyce Robertson     |           |
| 2010 | Ponies                          | Cashier             |           |
| 2014 | The David Dance                 | Sra. P.             |           |
| 2014 | Every Secret Thing              | Clarice             |           |
| 2014 | Time Out of Mind                | Sra. Jackson        |           |
| 2015 | Jack of the Red Hearts          | Miz                 |           |
| 2017 | Roxanne Roxanne                 | Sra. Denise         |           |
| 2018 | A Vigilante                     | Beverly             |           |
| 2023 | Eileen                          | Sra. Stevens        |           |

### Televisión
| Año                 | Título                            | Papel              | Episodios        |
| ------------------- | --------------------------------- | ------------------ | ---------------- |
| 1996                | New York Undercover               | Sra. Samuels       | 1 episodio       |
| 2000                | Now and Again                     | Jimmy's Mom        | 1 episodio       |
| 2000, 2003, 2009–12 | Law & Order: Special Victims Unit | Ann                | 9 episodios      |
| 2001                | Deadline                          | Alice              | 1 episodio       |
| 2003                | Sex and the City                  | Ruby               | 1 episodio       |
| 2003                | Hope & Faith                      | Recepcionista      | 1 episodio       |
| 2004                | Law & Order                       | Feldman            | 1 episodio       |
| 2004                | Monk                              | Mujer en el tren   | 1 episodio       |
| 2005                | Third Watch                       | Danielle           | 1 episodio       |
| 2005–2008, 2011     | Weeds                             | Heylia James       | 38 episodios     |
| 2006–2009           | Handy Manny                       | Sra. Thompson      | Voz              |
| 2008                | Eli Stone                         | Flora Simms        | 2 episodios      |
| 2009–12             | One Life to Live                  | Phylicia Evans     | Papel recurrente |
| 2011                | Curb Your Enthusiasm              | Miembro del jurado | 1 episodio       |
| 2013                | The Americans                     | Viola              | 1 episodio       |
| 2016                | The Blacklist                     | Judy Sickler       | 1 episodio       |
| 2016                | Elementary                        | Dolores Murphy     | 1 episodio       |
| 2017                | Sneaky Pete                       | Libby Metzger      | 2 episodios      |
| 2018                | Younger                           | Akilah             | 1 episodio       |
| 2019                | SMILF                             | Valerie            | 1 episodio       |
| 2019                | Madam Secretary                   | Verline Grant      | 1 episodio       |